# Japan Women's Open Tennis 2019 - Doppio
Eri Hozumi e Zhang Shuai erano le detentrici del titolo, ma la Zhang ha preso parte al concomitante torneo di Nanchang. Hozumi ha fatto coppia con Makoto Ninomiya perdendo nei quarti di finale con Christina McHale e Valerija Savinych.
In finale Misaki Doi e Nao Hibino hanno sconfitto Christina McHale e Valeria Savinykh con il punteggio di 3-6, 6-4, [10-4].

## Teste di serie
1. Eri Hozumi /  Makoto Ninomiya (quarti di finale)
2. Kirsten Flipkens /  Alison Van Uytvanck (primo turno)

1. Mihaela Buzărnescu /  Katarina Srebotnik (primo turno)
2. Georgina García Pérez /  Sara Sorribes Tormo (primo turno)

## Wildcard
1. Erina Hayashi /  Moyuka Uchijima (primo turno)

1. Kyōka Okamura /  Ayano Shimizu (primo turno)

## Tabellone

### Legenda
| - Q = Qualificato - WC = Wild card - LL = Lucky loser | - ALT = Alternate - SE = Special Exempt - PR = Protected Ranking | - w/o = Walkover - r = Ritirato - d = Squalificato |

|  | Primo turno          | Primo turno                     | Primo turno                     | Primo turno | Primo turno |  |  | Quarti di finale       | Quarti di finale       | Quarti di finale       | Quarti di finale       | Quarti di finale  |   |   | Semifinali          | Semifinali          | Semifinali          | Semifinali     | Semifinali |   |      | Finale | Finale | Finale | Finale | Finale |  |
|  |                      |                                 |                                 |             |             |  |  |                        |                        |                        |                        |                   |   |   |                     |                     |                     |                |            |   |      |        |        |        |        |        |  |
|  | 1                    | E Hozumi M Ninomiya             | E Hozumi M Ninomiya             | 6           | 6           |  |  |                        |                        |                        |                        |                   |   |   |                     |                     |                     |                |            |   |      |        |        |        |        |        |  |
|  |                      | O Kalašnikova D Kovinić         | O Kalašnikova D Kovinić         | 3           | 4           |  |  | 1                      | E Hozumi M Ninomiya    | E Hozumi M Ninomiya    | 5                      | 2                 |   |   |                     |                     |                     |                |            |   |      |        |        |        |        |        |  |
|  |                      | C McHale Savinych               | C McHale Savinych               | 6           | 6           |  |  |                        | C McHale V Savinych    | C McHale V Savinych    | 7                      | 6                 |   |   |                     |                     |                     |                |            |   |      |        |        |        |        |        |  |
|  | WC                   | K Okamura A Shimizu             | K Okamura A Shimizu             | 4           | 3           |  |  |                        |                        |                        |                        |                   |   |   | C McHale V Savinych | C McHale V Savinych | C McHale V Savinych | 6              | 6          |   |      |        |        |        |        |        |  |
|  | 4                    | G García Pérez S Sorribes Tormo | G García Pérez S Sorribes Tormo | 4           | 4           |  |  |                        |                        | H Kaji J Namigata      | H Kaji J Namigata      | H Kaji J Namigata | 4 | 1 |                     |                     |                     |                |            |   |      |        |        |        |        |        |  |
|  |                      | A Potapova J Sizikova           | A Potapova J Sizikova           | 6           | 6           |  |  | A Potapova J Sizikova  | A Potapova J Sizikova  | A Potapova J Sizikova  | 3                      | 2                 |   |   |                     |                     |                     |                |            |   |      |        |        |        |        |        |  |
|  | H Kaji J Namigata    | H Kaji J Namigata               | H Kaji J Namigata               | 7           | 6           |  |  | H Kaji J Namigata      | H Kaji J Namigata      | H Kaji J Namigata      | 6                      | 6                 |   |   |                     |                     |                     |                |            |   |      |        |        |        |        |        |  |
|  | P Hon T Maria        | P Hon T Maria                   | P Hon T Maria                   | 5           | 2           |  |  |                        |                        |                        |                        |                   |   |   | C McHale V Savinych | C McHale V Savinych | 6                   | 4              | [4]        |   |      |        |        |        |        |        |  |
|  | H Carter E Shibahara | H Carter E Shibahara            | H Carter E Shibahara            | 6           | 6           |  |  |                        |                        |                        |                        |                   |   |   |                     |                     | M Doi N Hibino      | M Doi N Hibino | 3          | 6 | [10] |        |        |        |        |        |  |
|  | J-h Choi N-l Han     | J-h Choi N-l Han                | J-h Choi N-l Han                | 4           | 2           |  |  | H Carter E Shibahara   | H Carter E Shibahara   | H Carter E Shibahara   | 5                      | 4                 |   |   |                     |                     |                     |                |            |   |      |        |        |        |        |        |  |
|  |                      | M Katō S Sanders                | M Katō S Sanders                | 6           | 6           |  |  | M Katō S Sanders       | M Katō S Sanders       | M Katō S Sanders       | 7                      | 6                 |   |   |                     |                     |                     |                |            |   |      |        |        |        |        |        |  |
|  | 3                    | M Buzărnescu K Srebotnik        | M Buzărnescu K Srebotnik        | 4           | 3           |  |  |                        |                        |                        |                        |                   |   |   | M Katō S Sanders    | M Katō S Sanders    | M Katō S Sanders    | 3              | 4          |   |      |        |        |        |        |        |  |
|  |                      | Y Bonaventure G Minnen          | 7                               | 610         | [10]        |  |  |                        |                        | M Doi N Hibino         | M Doi N Hibino         | M Doi N Hibino    | 6 | 6 |                     |                     |                     |                |            |   |      |        |        |        |        |        |  |
|  | WC                   | E Hayashi M Uchijima            | 65                              | 7           | [7]         |  |  | Y Bonaventure G Minnen | Y Bonaventure G Minnen | Y Bonaventure G Minnen | Y Bonaventure G Minnen |                   |   |   |                     |                     |                     |                |            |   |      |        |        |        |        |        |  |
|  |                      | M Doi N Hibino                  | 3                               | 6           | [10]        |  |  | M Doi N Hibino         | M Doi N Hibino         | M Doi N Hibino         | M Doi N Hibino         | w/o               |   |   |                     |                     |                     |                |            |   |      |        |        |        |        |        |  |
|  | 2                    | K Flipkens A Van Uytvanck       | 6                               | 4           | [7]         |  |  |                        |                        |                        |                        |                   |   |   |                     |                     |                     |                |            |   |      |        |        |        |        |        |  |